# 水野尚哉
水野 尚哉（みずの なおや、1983年6月8日 - ）は、日本の稲作篤農家。FAITH FARM代表。世界一旨い米をつくる男と言われて、地域ブランド化に尽力。
2016年6月29日、阿部守一県知事に南魚沼・みなかみ・飯山・木島地域は『稲作のゴールデントライアングル』で世界一の良食味米産地であることを伝えている。
「家族の健康と笑顔」をテーマに美味しさと高栄養価を追求し続ける。
戸狩温泉スキー場の中腹に当たる中山間地域で清らかな雪解け水と日当たりの良い農地が並ぶ環境を選び、田植後は「稲に毎日声をかける」ことを徹底して実践している。
里山コミュニティビルダーとして多くの人に米の栽培方法や農に対する考え方を伝えながら、良食味栽培と環境保全保護を目指すことを決意。できるだけ地球に負荷をかけない農業、百姓のあり方を模索し続けている。

## 人物
1983年6月8日、長野県飯山市に生まれる。篠ノ井旭高等学校を卒業。
2004年長野調理製菓専門学校を卒業。
2006年4月農事組合法人　戸狩サンファーム
に勤務。
2011年、祖父より2枚（4反）の田んぼを引き継ぐ。
2015年11月23日、第17回「米・食味分析鑑定コンクール:国際大会」で金賞を受賞（初出品）。
7月11日、「天赦日・一粒万倍日」の日を選び「FAITH FARM 」を設立。
2016年9月15日、東洋ライス世界最高米がギネス世界記録へ認定（最も高価なお米）2016年原料米認定 。12月4日、第18回「米・食味分析鑑定コンクール:国際大会」で特別優秀賞を受賞。 2017年1月27日、ギネス世界記録認定『世界最高米』2017年原料米認定。
2021令和３年度には皇室新嘗祭献穀米に選定され、自身のブランド米である「七〇八米【極】」を献上した。

## 受賞
2015 第17回米・食味分析鑑定コンクール:国際大会金賞　受賞
2016 第18回米・食味分析鑑定コンクール:国際大会特別優秀賞　受賞
2017 第14回お米日本一コンテストinしずおか　入賞
2018 第8回大阪府民のいっちゃんうまい米コンテスト決勝　優良賞　受賞
2019 第16回お米日本一コンテストinしずおか実行委員会会長賞（特別最高金賞）　受賞
2021 皇室新嘗祭献穀米に選定
　　　第18回お米日本一コンテストinしずおか 金賞　受賞
2022 第24回米・食味分析鑑定コンクール:国際大会　受賞